# Pristomyrmex trispinosus
Pristomyrmex trispinosus é uma espécie de formiga do gênero Pristomyrmex, pertencente à subfamília Myrmicinae.